# Bodenablauf

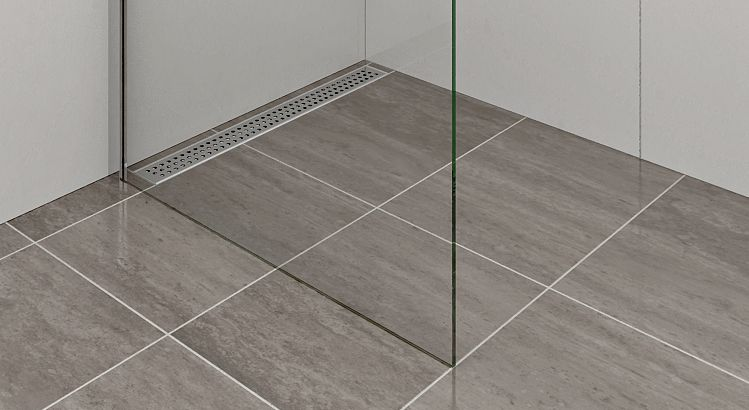
Bodenablauf

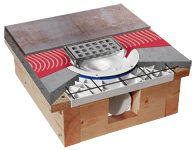
Schnitt durch einen Bodenablauf

Ein Bodenablauf (auch Sinkkasten) ist eine Sanitäreinrichtung, die im Boden eines Gebäudes installiert wird und dazu dient, Wasser in der Nähe des Ablaufs zu entfernen, um damit Schäden am Bauwerk zu verhindern. Anforderungen und Prüfverfahren unter anderem können der Deutschen Industrie Normenreihe EN 1253 entnommen werden. Man unterscheidet im Handel außerdem zwischen Bodenabläufen, Entwässerungsrinnen und -Wannen bzw. Wandabläufen.

## Aufbau
Ein Bodenablauf hat meist einen Gitterrost aus Edelstahl, Kunststoff oder Gusseisen z. B. als Schlammfang. Das Gehäuse selbst ist oft aus demselben Material, vor allem um Korrosion vorzubeugen, daher wird bei Guss immer grundbeschichtet, optional sogar epoxiert. Ein Aufsatzrahmen ermöglicht die vertikale Höhenverstellung. Ebenfalls optional sind Auffangeimer und eine Reingungsöffnungen für Wartungszwecke. Der Auslauf kann seitlich, als auch senkrecht abführen und so einen effizienten Leitungsanschluss über einen Press-, Klemm- oder Klebeflansch gewährleisten.

## Auslegung und Ausführung
Der Fliesen- oder Estrichleger sorgt beim Einbau dafür, dass der Boden um den Abfluss geneigt ist, damit das Wasser selbstständig abfließen kann. Viele Wohnkeller haben einen oder mehrere Bodenabläufe, oft in der Nähe von Waschmaschinen. Bodenabläufe gibt es auch in gewerblichen Kellern, Toiletten, Küchen, Kühlräumen, Umkleide-/Duschräumen, Waschküchen und in der Nähe von Schwimmbädern.
Standardausfertigungen von Bodenabläufen in der DIN 1986 beginnen bei einer Anschlussnennweite von DN 50 mit 0,8 l/s Auffangmenge. Bei der Wahl der Dimension spielt die Nutzungsart eine Rolle. So wird auch auf die Belastungsklasse geachtet, denn ein Bodenablauf im Sanitärbereich innerhalb des Gebäudes muss weniger Lasten aushalten, als einer auf einem Parkplatz im Außenbereich, wo auf eine Feuerwiderstandsklasse verzichtet wird. Ein Geruchverschluss ist hingegen überall vorzusehen, wo Wasser abläuft, wobei dieser vor dem Austrocknen geschützt werden muss. Ein Bodenabfluss sollte außerdem mit einem Rost versehen sein, um das Eindringen von Fremdkörpern oder das Eindringen von Ungeziefer zu verhindern. Weitere Bedenkfaktoren sind Rutschsicherheit, Abdichtung und Optik.